# Chenillé-Changé
Chenillé-Changé era una comuna francesa situada en el departamento de Maine y Loira, de la región de Países del Loira, que el 1 de enero de 2016 pasó a ser una comuna delegada de la comuna nueva de Chenillé-Champteussé al fusionarse con la comuna de Champteussé-sur-Baconne.

## Demografía
| Gráfica de evolución demográfica de Chenillé-Changé entre 1800 y 2013 |
|                                                                       |

Los datos demográficos contemplados en este gráfico de la comuna de Chenillé-Changé se han cogido de 1800 a 1999 de la página francesa EHESS/Cassini, y los demás datos de la página del INSEE.